# Timon nevadensis
El lagarto bético o lagarto de Sierra Nevada (Timon nevadensis) es una especie de lagarto endémico del sureste de la península ibérica.
En ocasiones aparece descrito como una subespecie del lagarto ocelado (Timon lepidus nevadensis).